# 줄포만갯벌생태공원
줄포만갯벌생태공원은 전북특별자치도 부안군 줄포면에 소재한 공원이다. 

## 역사
줄포면 우포리 앞바다는 과거 주요 항구로 이용되었으나 점차 갯벌이 퇴적됨에 따라 1960년대 후반에 줄포항은 폐항되고 줄포면 소재지가 상습적인 바닷물 침수 피해를 입고 있었다. 이 같은 인적, 물적 손실을 방지하기 위해 1996년에서 1999년까지 총 사업비 44억 9천여 만원이 투입되어 연장 975m의 방조제가 축조됐으며 그에 따라 조성된 68만m2의 저류지는 2000년 초부터 자연스럽게 갈대와 염생식물 군락을 이루게 되었다.
본격적인 생태공원 조성사업은 2003년부터 시작되어 제염작업, 식물 식재, 탐방로 개설 등이 추진된 결과 2005년에 환경부로부터 생태복원우수사례로 선정되었다. 이어 2006년에는 부지 내에 지역 출신 바둑 인사인 조남철 국수를 기념하는 컨벤션센터와 바둑기념관, 대국장과 야외 바둑 체험장, 숙박 등 편의시설 계획이 포함된 바둑 테마공원이 착공되었다.
이후 2013년 10월 3일에 공원 준공식이 개최되었고, 2014년부터 줄포만갯벌생태공원으로 개칭되어 현재에 이르고 있다.

## 습지보호지역
2006년 12월 15일에 공원 경내가 포함된 4.9km2의 면적이  습지보전법에 의한 연안습지보호지역으로 지정되었으며, 2010년 2월 1일에는 람사르협약에 따른 습지로 등록되었다.